# سپیرمون
شهر سپیرمون (به فرانسوی: Sprimont) در شهرستان لیئژ  در استان لیئژ  در منطقه فدرال والوون در کشور بلژیک واقع شده‌است.